# Thời đại thức tỉnh (phim truyền hình)
Thời đại thức tỉnh (tiếng Trung: 觉醒年代) là một bộ phim truyền hình lịch sử Trung Quốc được sản xuất và công chiếu năm 2021, do Trương Vĩnh Tân đạo diễn, với sự tham gia diễn xuất của các diễn viên Vu Hòa Vĩ, Trương Đồng, Hầu Kinh Kiện và Mã Thiếu Hoa. Phim được phát sóng lần đầu trên kênh tổng hợp của CCTV vào ngày 1 tháng 2 năm 2021. Đây là bộ phim truyền hình kỷ niệm 100 năm ngày thành lập Đảng Cộng sản Trung Quốc.

## Nội dung
Bộ phim kể về hành trình của Trần Độc Tú, Lý Đại Chiêu và các đồng chí của mình trong phong trào Văn hóa mới nổi tiếng trong những năm đầu thế kỷ XX ở Trung Quốc, qua đó thức tỉnh thanh niên Trung Quốc đi theo con đường mới - Con đường của Chủ nghĩa cộng sản để cứu rỗi dân tộc. Dòng thời gian của bộ phim đề cập từ khi phong trào Văn hóa mới bắt đầu đến khi Đảng Cộng sản Trung Quốc được thành lập năm 1921.

## Phân vai

### Nhân vật chính
- Vu Hòa Vỹ vai Trần Độc Tú
- Trương Đồng vai Lý Đại Chiêu
- Hầu Kinh Kiện vai Mao Trạch Đông
- Mã Thiếu Hoa vai Thái Nguyên Bồi

### Các nhân vật khác
- Chu Cương Nhật Nghiêu vai Hồ Thích
- Trương Vãn Ý vai Trần Diên Niên
- Mã Khải Việt vai Trần Kiều Niên
- Lâm Tuấn Nghị vai Triệu Thế Viêm
- Tra Văn Hạo vai Đặng Trung Hạ
- Tào Lỗi vai Lỗ Tấn
- Hạ Đức Tuấn vai Chu Ân Lai
- Hà Chính Quân vai Cố Duy Quân
- Từ Mẫn vai Uông Đại Tiếp
- Doãn Chú Thắng vai Ngô Bính Tương
- Lý Hoàn vai Dị Bạch Sa
- Chu Hiển Hân vai Cao Quân Mạn
- Dương Cảnh Thiên vai Trần Hạc Niên
- Dương Hạnh vai Dị Quần Tiên
- Trương Tư Nhạc vai Liễu My
- Võ Tiếu Vũ vai Giang Đông Tú
- Lưu Lâm vai Triệu Nhận Lan
- Cao Sảng vai Quách Tâm Cương
- Mưu Tinh vai Bạch Lan
- Vương Địch vai Lưu Hải Uy
- Hầu Dục vai Cát Thụ Quý
- Tất Ngạn Quân vai Cô Hồng Minh
- Sử Lỗi vai Hoàng Khản
- Trương Hạo Thiên vai Lưu Sư Bồi
- Thư Diệu Tuyên vai Lâm Thư
- Phong Tân Thiên vai Trương Phong Tải
- Trương Hải Long vai Trần Vọng Đạo
- Châu Vịnh Đằng vai Thiệu Phiêu Bình
- Tang Kim Sinh vai Viên Thế Khải
- Tưởng Khải vai Tào Nhữ Lâm
- Trì Bồng vai Cát Kiện Hào
- Tô Mậu Dương vai Thái Hoà Sâm
- Lưu Tử Hách vai Hà Thúc Hành
- Trịnh Hạo vai Đổng Tất Võ
- Trầm Khải vai Lý Hán Tuấn
- Đàm Dương vai Uông Mạnh Trâu
- Đan Anh Triết vai Chương Sĩ Chiêu
- Hoàng Tuấn Bằng vai Trâu Vĩnh Thành
- Vương Vãng vai Cao Nhất Hàm
- Lô Dị vai Chu Tác Nhân
- Lý Minh vai Ngô Trĩ Huy
- Trương Lộ vai Tiền Huyền Đồng
- Trương Phong vai Lưu Bán Nông
- Đường Húc vai Trầm Doãn Mặc
- Trương Nghệ Văn vai Phó Tư Niên
- Vương Nãi Siêu vai Hứa Đức Hành
- Đặng Dương vai Trương Thân Phủ
- Lô Giai vai Đặng Văn Thục
- Khúc Cát vai Mã Tuấn
- Vu Đồng vai Lưu Thanh Dương
- Trương Thánh Nhạc vai Bành Hoàng
- Châu Giai Kỳ vai Thi Tồn Thống
- Nhạc Bằng Phi vai Du Tú Tùng
- Lý Nhạc vai Hà Mạnh Hùng
- Cao Chấn Vũ vai Trần Công Bồi
- An Đông vai Tạ Uyển Oánh
- Lưu Văn Trị vai Từ Thế Xương
- Thương Hồng vai Tiền Năng Huấn
- Dương Hàm Bân vai Trương Huân
- Vương Trạch Thanh vai Phó Tăng Tương
- Nhậm Học Hải vai Phạm Nguyên Liêm
- Vương Chí Cương vai Trần Lục
- Khương Phong vai Lục Chinh Tường
- Ngôn Kiệt vai Vương Chính Đình
- Lý Bảo Dân vai Dị Quỳ Long
- Lý Hiểu Cường Vai Lý Trưởng Thái